# Walther Leonhard Wangerin
Walther Leonhard Wangerin (* 15. April 1884 in Giebichenstein bei Halle; † 19. April 1938 in Danzig-Langfuhr) war ein deutscher  Botaniker. Sein offizielles botanisches Autorenkürzel lautet „Wangerin“.

## Leben
Wangerin studierte von 1902 bis 1906 Mathematik, Physik und Biologie an den Universitäten Halle und Berlin. Nach der Promotion zum Dr. phil. und dem Staatsexamen für das höhere Lehramt (beides 1906) wurde er 1908 als Oberlehrer in Burg (bei Magdeburg) angestellt. 1910 wechselte er nach Königsberg (Preußen), 1913 nach Danzig, wo er noch im gleichen Jahr Dozent, 1922 außerplanmäßiger a.o. Professor für Botanik und Direktor des Botanischen Instituts der TH Danzig wurde. Schon seit 1920 war er Abteilungsdirektor am Danziger Museum für Naturkunde und Vorgeschichte und ab 1921 Naturdenkmalpfleger der Freien Stadt Danzig.
Für das Werk Das Pflanzenreich von Adolf Engler bearbeitete Wangerin 1910 die Pflanzenfamilien Garryaceae, Nyssaceae, Alangiaceae und Cornaceae. Er war auch Mitarbeiter bei Kirchner, Loew und Schroeter: Lebensgeschichte der Blüthenpflanzen Mitteleuropas, 1927–1938.
1914 wurde er Mitglied der Leopoldina.

## Ehrungen
Die Pflanzengattung Wangerinia E.Franz aus der Familie der Nelkengewächse (Caryophyllaceae) wurde nach ihm benannt.

## Werke (Auswahl)
- Die Umgrenzung und Gliederung der Familie der Cornaceae. 1906[1]
- Über den Formenkreis der Statica Limonium ... 1911[1]